# El talismán (novela)
El talismán es una novela de fantasía de 1984 coescrita por Stephen King y Peter Straub. El argumento no está relacionado con la novela homónima de Walter Scott, aunque hay una referencia indirecta a «una novela de Sir Walter Scott». El talismán fue nominada a los premios Locus y a los World Fantasy Awards en 1985. King y Straub continuaron la historia con una secuela, Black House (2001), que comienza con el protagonista, Jack, ahora adulto, como un detective de homicidios retirado de Los Ángeles que intenta resolver una serie de asesinatos en el pequeño pueblo de French Landing, Wisconsin. Straub murió en 2022, pero Stephen King afirmó en una entrevista para el pódcast Talking Scared, que podría llegar a escribir un tercer libro de la serie.

## Argumento
La sardónica actriz retirada Lily Cavanaugh y su hijo de doce años Jack Sawyer se encuentran viviendo en un desolado hotel costero en Arcadia Beach, New Hampshire, a donde han llegado intentando escapar de Morgan Sloat, un antiguo socio del padre de Jack. Lily tiene cáncer y Jack sospecha que su madre está muriendo. Jack averigua repentinamente algunas cosas muy inquietantes sobre la historia de su familia, sus negocios y sobre sí mismo, y conoce a un hombre llamado Speedy Parker, quien le cuenta sobre una tierra llamada Los Territorios, así como de un objeto mágico llamado El Talismán que puede curar a su madre. Jack debe pues ponerse en marcha, atravesando el país de costa a costa, para encontrar el remedio a la enfermedad de su madre. El viaje de Jack le lleva simultáneamente por el interior de los Estados Unidos y por «los Territorios», una extraña tierra de fantasía que existe en un universo paralelo al nuestro. 
La peripecia por sí sola sería enorme para un niño de 12 años si no fuera porque su misión afecta al destino de más de un mundo y de más de una madre moribunda, reinos, dominios y universos.
En el camino hacia el hotel negro donde se guarda el fabuloso talismán, eje de mundos, Jack averiguará aún más cosas, la mayor parte de ellas poco agradables, sobre la naturaleza de su búsqueda, los poderes que se le oponen y sobre otras madres moribundas que dependen del éxito de su misión. Aun así hay sitio para la maravilla y la magia en el viaje de Jack, así como para la amistad y la camaradería. Sin embargo, cuanto más se acerca Jack al meollo del asunto, más retorcidos, pesadillescos y surrealistas se vuelven los mundos que es capaz de ver, y más terrible la oposición.

## Contexto
La idea de escribir El talismán apareció por primera vez cuando Stephen King se mudó junto con su familia a Londres, a comienzos de 1977. Fue ahí donde conoció a Peter Straub y a su esposa Susan, junto con sus hijos. Los dos escritores se hicieron amigos, y cada uno se volvió fanático de los libros del otro. Después de una corta amistad, King y su familia volvieron a EE. UU. después de sólo tres meses más tarde de haberse ido. 
Straub y King habían hablado muchas veces sobre colaborar para escribir un libro, pero nada surgió hasta pasados diez años, cuando los Straubs se mudaron a su vez a los EE. UU. Según King, una vez que Straub se mudó «las conversaciones se volvieron serias», y empezaron a colaborar. Su amistad literaria no terminó ahí. En 1999 volvieron a trabajar juntos en la secuela de El talismán, el cual mostraba a un Jack Sawyer adulto. La secuela fue publicada en 2001, con el título Casa Negra.
Un tercer y último libro en la serie de Jack Sawyer fue planeado, pero Peter Straub murió el 4 de septiembre de 2022 sin que pudiera concretarse. Sin embargo, en agosto de 2023 Stephen King afirmó en una entrevista para el pódcast Talking Scared, que podría llegar a escribir el tercer libro. King dijo que «Antes de morir, Peter me envió una carta larga y me dijo que deberíamos escribir el tercero, y me compartió una muy buena idea y yo también tenía algunas ideas de mi parte».

## Localizaciones

### Los Territorios
Son un mundo paralelo más pequeño que el nuestro que aún vive en el feudalismo, su costa este es la más densamente poblada y está gobernada por una reina, que es la gemela de la madre de Jack. Las regiones centrales son agrícolas y en el suroeste se encuentran las tierras devastadas, aparentemente contaminadas y llenas de peligros.

### Alhambra Hotel
Donde Jack comienza su aventura y se encuentra con Speedy Parker. Es un decadente edificio en la costa de New Hampshire, en los territorios tiene su paralelo en el palacio de verano de la reina.
El Alhambra Hotel también aparece en la novela "Los Tommyknockers".

### Escuela Sunlight
Jack y su amigo Wolf son detenidos y enviados a un campamento para jóvenes problemáticos en Indiana regentado por Robert "Sunlight" Gardner, un evangelista psicótico. Jack y Wolf sufren maltrato hasta que llega la luna llena, cuando Wolf se transforma y hace una escabechina con los miembros de la escuela.

### Thayer School
Un prestigioso centro de enseñanza para niños ricos en Illinois. Jack llega justo a tiempo para salvar a su amigo Richard de criaturas parecidas a lobos y gárgolas que se han infiltrado en el internado.

### Agincourt Hotel
El destino final de la trama en la ruinosa ciudad de Point Venuti al norte de California. Es una misteriosa edificación negra y abandonada similar al Hotel Alhambra. Allí se custodia el Talismán. En los Territorios aparece como un castillo negro. Jack descubre que hay multitud de mundos además del nuestro.

## Recepción
La fama combinada de Straub y King hicieron que este libro fuese esperado con ansia. Se especuló que la colaboración entre los dos autores podría dar a luz a «the greatest horror novel ever written» (la más grandiosa novela de terror jamás escrita).
Finalmente, la recepción de la crítica fue diversa.
Según la revista Publishers Weekly el libro vendió 880.287 copias hasta 1984 y estuvo 12 semanas en el puesto 1 del New York Times.

## Adaptaciones
El Talismán se ha adaptado a un cortometraje de 2008 y una novela gráfica muy similar a The Stand y The Dark Tower. El primer número se publicó en octubre de 2009. Del Rey planeaba publicar "al menos 24 números"; sin embargo, solo se publicaron seis números.
Se ha estado planeando una versión de largometraje durante décadas y, en marzo de 2019, Amblin Partners y The Kennedy / Marshall Company la estaban desarrollando con un guion de Chris Sparling. En 2021, se reveló que Amblin desarrollaría la novela como una serie de televisión de Netflix, con los hermanos Duffer ayudando con el desarrollo.